# Wylan Cyprien
Wylan Jean-Claude Cyprien (Les Abymes, 28 gennaio 1995) è un calciatore francese, centrocampista del Changchun Yatai.

## Caratteristiche tecniche
Centrocampista centrale dotato tecnicamente, con un'ottima visione di gioco e un buon tiro, ha dichiarato di ispirarsi a N'Golo Kanté. Per via della sua velocità e delle sue doti alla conclusione, è stato schierato anche come seconda punta.

## Carriera

### Club
Cresciuto nei settori giovanili del Paris FC e del Lens, nel 2012 debuttò con i sangueoro in Ligue 2. Dopo quattro anni e 112 presenze, il 27 luglio 2016 venne acquistato per 5 milioni di euro dal Nizza. Dopo un'ottima prima parte di stagione, il 10 marzo 2017 riportò uno strappo al legamento crociato anteriore, venendo operato nei giorni successivi e subendo uno stop forzato di molti mesi.
Il 5 ottobre 2020 si trasferisce al Parma con la formula del prestito con opzione e obbligo di riscatto al verificarsi di determinate condizioni. A fine stagione la squadra retrocesse in Serie B, e lui collezionò solo 13 presenze anche a causa di problemi fisici.
Il 23 giugno 2021 il Parma lo cede in prestito con opzione al Nantes. Impiegato stabilmente dal tecnico Kombouaré, con la formazione giallo-verde vince la Coppa di Francia battendo in finale il Nizza, sue ex squadra.
Terminato il prestito in Francia, il 10 agosto 2022 si accasa, nuovamente in prestito, agli svizzeri del Sion. La stagione con gli elvetici si conclude con diciotto gare dispuate e una retrocessione in serie cadetta.
Nell'estate del 2023, ritorna nuovamente al Parma, senza rientrare nei progetto tecnico dell'allenatore Fabio Pecchia. Viene perciò messo fuori rosa insieme Roberto Inglese, altro esubero nella rosa crociata. Nell'ottobre dello stesso anno, tuttavia, viene reintegrato in prima squadra.
Durante l'estate del 2024, nonostante fosse stato spesso usato nel pre stagione e nelle prime partite di campionato e fosse ritenuto un giocatore importante dal tecnico Fabio Pecchia, viene messo fuori rosa per ragioni societarie.

### Nazionale
Nato in Guadalupa ma emigrato giovanissimo in Francia, Cyprien ha giocato, tra il 2010 e il 2016 nelle selezioni giovanili francesi under-16, uner-18, under-19 e under-21.

## Statistiche

### Presenze e reti nei club
Statistiche aggiornate al 29 marzo 2025.
| Stagione        | Squadra         | Campionato      | Campionato | Campionato | Coppe nazionali | Coppe nazionali | Coppe nazionali | Coppe continentali | Coppe continentali | Coppe continentali | Altre coppe | Altre coppe | Altre coppe | Totale | Totale |
| Stagione        | Squadra         | Comp            | Pres       | Reti       | Comp            | Pres            | Reti            | Comp               | Pres               | Reti               | Comp        | Pres        | Reti        | Pres   | Reti   |
| --------------- | --------------- | --------------- | ---------- | ---------- | --------------- | --------------- | --------------- | ------------------ | ------------------ | ------------------ | ----------- | ----------- | ----------- | ------ | ------ |
| 2012-2013       | Lens            | L2              | 12         | 0          | CF+CdL          | 3+0             | 0               | -                  | -                  | -                  | -           | -           | -           | 15     | 0      |
| 2013-2014       | Lens            | L2              | 23         | 1          | CF+CdL          | 5+1             | 0               | -                  | -                  | -                  | -           | -           | -           | 29     | 1      |
| 2014-2015       | Lens            | L1              | 33         | 2          | CF+CdL          | 1+1             | 0               | -                  | -                  | -                  | -           | -           | -           | 35     | 2      |
| 2015-2016       | Lens            | L2              | 34         | 7          | CF+CdL          | 0+1             | 0               | -                  | -                  | -                  | -           | -           | -           | 35     | 7      |
| Totale Lens     | Totale Lens     | Totale Lens     | 102        | 10         |                 | 12              | 0               |                    | -                  | -                  |             | -           | -           | 114    | 10     |
| 2016-2017       | Nizza           | L1              | 29         | 8          | CF+CdL          | 1+0             | 0               | UEL                | 4                  | 1                  | -           | -           | -           | 34     | 9      |
| 2017-2018       | Nizza           | L1              | 16         | 2          | CF+CdL          | 0+2             | 0               | UCL+UEL            | 0+3                | 0                  | -           | -           | -           | 21     | 2      |
| 2018-2019       | Nizza           | L1              | 29         | 4          | CF+CdL          | 1+0             | 0               | -                  | -                  | -                  | -           | -           | -           | 30     | 4      |
| 2019-2020       | Nizza           | L1              | 20         | 7          | CF+CdL          | 3+1             | 0+1             | -                  | -                  | -                  | -           | -           | -           | 24     | 8      |
| lug.-ott. 2020  | Nizza           | L1              | -          | -          | CF              | -               | -               | UEL                | -                  | -                  | -           | -           | -           | 0      | 0      |
| Totale Nizza    | Totale Nizza    | Totale Nizza    | 94         | 21         |                 | 8               | 1               |                    | 7                  | 1                  |             | -           | -           | 109    | 23     |
| ott. 2020-2021  | Parma           | A               | 13         | 0          | CI              | 2               | 0               | -                  | -                  | -                  | -           | -           | -           | 15     | 0      |
| 2021-2022       | Nantes          | L1              | 24         | 2          | CF              | 5               | 0               |                    | -                  | -                  | -           | -           | -           | 29     | 2      |
| 2022-2023       | Sion            | SL              | 18         | 3          | CS              | 3               | 1               | -                  | -                  | -                  | -           | -           | -           | 21     | 4      |
| 2023-2024       | Parma           | B               | 18         | 2          | CI              | 1               | 0               | -                  | -                  | -                  | -           | -           | -           | 19     | 2      |
| 2024-2025       | Parma           | A               | 2          | 0          | CI              | 1               | 0               | -                  | -                  | -                  | -           | -           | -           | 3      | 0      |
| Totale Parma    | Totale Parma    | Totale Parma    | 33         | 2          |                 | 4               | 0               |                    | -                  | -                  |             | -           | -           | 37     | 2      |
| 2025            | Changchun Yatai | CSL             | 3          | 0          | CC              | -               | -               | -                  | -                  | -                  | -           | -           | -           | 3      | 0      |
| Totale carriera | Totale carriera | Totale carriera | 274        | 38         |                 | 32              | 2               |                    | 7                  | 1                  |             | -           | -           | 313    | 41     |

## Palmarès

### Competizioni nazionali
- Coppa di Francia: 1

Nantes: 2021-2022
- Campionato italiano di Serie B: 1

Parma: 2023-2024